# RFID
Az RFID (Radio Frequency IDentification) automatikus azonosításhoz és adatközléshez használt technológia, melynek lényege adatok tárolása és továbbítása RFID-címkék és eszközök segítségével. Az RFID-címke egy apró tárgy, amely rögzíthető vagy beépíthető az azonosítani kívánt objektumba. Az objektum lehet tárgy, például egy árucikk, vagy alkatrész, illetve élőlény, így akár ember is.

## Az RFID-címkék típusai
Az RFID-címkéknek több fajtája van, az alábbi szempontok szerint csoportosíthatóak:

### Működési frekvencia (felépítésük is változik)
LF jellegzetessége: az IC-n végződő, sokmenetű tekercsantenna
HF jellegzetessége: IC-n végződő, kis menetszámú spirálantenna
UHF jellegzetessége: IC-n végződő kétpólusú antenna
Mikrohullám: IC-vel összekapcsolt kétpólusú antenna

### Bélyeg megjelenési forma
Dry-inlay
Papír fedőrétegű
Műanyag fedőrétegű
Wet-inlay
Kemény burkolatú tag
Kemény burkolatú metál tag

### Memóriakezelés
Csak olvasható (RO) - gyártáskor írják meg
Egyszer írható sokszor olvasható (WORM)
Többször írható és olvasható (RW)

### Energiaellátás

#### Passzív RFID

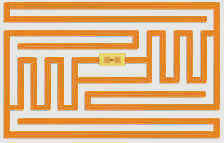
Az amerikai Wal-Mart áruházlánc által használt EPC RFID-címke

A passzív címkék nem tartalmaznak saját energiaforrást. Az olvasó által kibocsátott rádiófrekvenciás jel elegendő áramot indukál az antennában ahhoz, hogy a lapra épített apró CMOS IC feléledjen, és választ küldjön az adatkérésre. Az antenna tehát speciális tervezést igényel: nem elég, hogy összegyűjti a szükséges energiát, a válaszjelet is közvetítenie kell. A válaszjel általában egy egyedi azonosítószám, de előfordul, hogy a címke egy kis méretű memóriát (EEPROM) is tartalmaz, és lekérdezéskor ennek tartalmát is továbbítja az olvasó felé. A passzív lapkák rendkívül aprók, jelenleg (2005) a 0,4 × 0,4 milliméteres felületű, papírnál is vékonyabb címke a kereskedelemben kapható legkisebb darab. A passzív lapok hatótávolsága 2 millimétertől (ISO 14443) néhány méterig (ISO 18000-6) terjed, azaz ekkora távolságból olvasható ki a tartalmuk a használt frekvenciától függően. Alacsony előállítási költségének köszönhetően jelenleg ez a legelterjedtebb típus.

#### Fél-passzív RFID
A fél-passzív azonosítók annyiban térnek el a passzív társaiktól, hogy tartalmaznak egy apró, beépített elemet. Ez lehetővé teszi, hogy az IC folyamatosan üzemeljen. Nincs szükség az antenna energiagyűjtő kialakítására, ezért azt adásra optimalizálják. Ennek köszönhető, hogy az ilyen típusú azonosítók válaszideje jobb, és az olvasási hibák aránya kisebb, mint passzív társaik esetén.

#### Aktív RFID
Az aktív RFID címkék vagy jeladók beépített energiaforrással rendelkeznek, melyek elegendő energiát biztosítanak bármilyen IC üzemeltetéséhez és a jeladáshoz is. Nagyobb hatótávolságot (akár 10 méter) és memóriakapacitást biztosíthatnak passzív változatuknál, némelyik még a vevő által küldött adatok rögzítésére is képes. Néhány aktív címke impulzusszerűen üzemel, hogy takarékoskodjon az energiával, így akár 10 évig is képes üzemelni. A jelenleg kapható legkisebb aktív RFID jelző nagyjából fémpénz méretű.

## RFID-olvasó antennák típusai
Az RFID-olvasó antennák kialakítása éppúgy függ egy adott alkalmazás igényeitől, mint a bélyegeknél. Az antennákat úgy alakítják ki, hogy hatósugaruk, kivitelük, formájuk (akár ergonómiai szempontból is) illeszkedjen az egyes alkalmazások igényeihez.
Targoncaantenna
Futószalagra szerelhető antenna
Áru-beérkeztető/kiadó kapura szerelt antenna
Polcra/ba szerelt antenna
Állatazonosításkor használt speciális kialakítású antenna stb.

## RFID-író/olvasó (Interogátor) típusai
Az RFID-olvasó a hozzá kapcsolt antennák segítségével létrehozott elektromágneses mezőben képes olvasni a gerjesztett bélyegek által visszasugárzott adatokat, és ugyanilyen módon képes írni is ezen bélyegek memóriájába (csak az írható bélyegekébe). Az újabb olvasókba már integrálják az adatfeldolgozó szoftvert futtató egységet is, ezáltal leegyszerűsítve a kialakítandó automatikus azonosítási rendszer infrastruktúráját.

### Adatírás szerint
RO-Read only olvasók (csak olvasásra képesek)
Csak olvasni képesek a közelükben lévő bélyegek adatait. Általában kis teljesítményű egy antennás olvasók speciális felhasználásokra fejlesztve.
Írásra és olvasásra is képes olvasók
Általánosan elterjedt olvasók logisztikai és kereskedelmi alkalmazásokban. Az adatok bélyegekre történő írását és olvasását is képesek végrehajtani.
Smart olvasók
Az adatfeldolgozó egységet is magukban foglaló olvasók.

### Kialakításuk szerint
Targoncára szerelhető olvasó (robusztus kialakítás, speciális áramellátás)
Áru beérkeztető/kiadó kapura szerelt antenna
Állatazonosításkor használt speciális kialakítású olvasó egység.
Kézi olvasók
Asztali olvasók
Mobil eszközbe szerelt olvasók
stb.

## RFID-rendszerek működése
1. A szenzor aktiválást indító eseményt érzékel
2. Az olvasó bekapcsol
3. Az olvasó leolvassa a bélyegben kódolt adatokat
4. Az olvasó továbbküldi az adatokat az adatfeldolgozó programot futtató számítógépnek (middleware)
5. Az adatfeldolgozó számítógép a kiegészített adatokat továbbküldi a vállalatirányítási rendszernek

## Irányelvek és szabványok

### ISO szabványok
ISO 14443 1-4: Ez a szabvány szabályozza a HF (13,56 MHz) tartományban működő magas biztonsági szintű, kis hatósugarú (max. 10 cm), úgynevezett Proximity RFID-eszközök működését. A szabvány a közelítő-kártyák és olvasók működését szabályozza annak érdekében, hogy a különböző felhasználási területeken (személyazonosítás, biztonság, fizetés, tömegközlekedés, és beléptetés) kompatibilitást biztosítson. A szabvány 4 részre osztott, melyből az egyes részek leírják a fizikai jellemzőket, rádióhullámokat és a sugárzási energiát, a jeladót, inicializálást, ütközésmentesítést (anti-collision) illetve az átviteli protokollt.
ISO/IEC 15693 1-3: Ez a szabvány írja le a HF (13,56 MHz) frekvencián működő úgynevezett Vicinity - vagy kis hatósugáron belüli RFID-eszközök működését. Ez a szabvány az ISO 14443-nál jóval nagyobb olvasási távolságával (max. 1,5 m) nagy hatást gyakorolt az érintkezés és rálátás nélküli azonosítási eljárások piacán, mivel ez az olvasási távolság már lehetővé teszi az árukövetést is.
ISO 18000: A 18000-es szabványsorozat a jelenleg RFID-célra általánosan használt frekvenciatartományok működését szabályozza. A szabványsorozat teljes neve ISO/IEC 18000 Információ Technológia AIDC Cikkazonosítási célú RFID Technológiák - Air Interfész
18000-1 - Az Air Interfész általános paraméterei globálisan elfogadott frekvenciatartományokhoz - a szabványsorozat működésének leírása
18000-2 - A 135 kHz alatt üzemelő levegő interfészen keresztül történő kommunikáció paraméterei
18000-3 - A 13,56 MHz-en üzemelő levegő interfészen keresztül történő kommunikáció paraméterei
18000-4 - A 2,45 GHz-en üzemelő levegő interfészen keresztül történő kommunikáció paraméterei
18000-5 - Az 5,8 GHz-en üzemelő levegő interfészen keresztül történő kommunikáció paraméterei (Visszavonva)
18000-6- 860-960 MHz-en üzemelő levegő interfészen keresztül történő kommunikáció paraméterei
18000-7- A 433,92 MHz-en üzemelő levegő interfészen keresztül történő kommunikáció paraméterei Ez a szabvány írja le a szállítási eszközök követésekor alkalmazott aktív RFID eszközök működését. Mivel az USA hadügyminisztériuma is ezt a szabványt jelölte ki alapul aktív RFID fejlesztéseihez, ezért valószínűsíthető hogy ez lesz az aktív RFID globális szabványa.
Állatazonosításra vonatkozó ISO szabványok
ISO 11748 / 11785: Állatazonosításra vonatkozó szabvány
ISO Elosztási lánc szabványok
ISO 17363 - teherszállítási konténerek
ISO 17364 - visszatérő szállítási cikkek
ISO 17365 - szállítási cikkek
ISO 17366 - termékcsomagolások
ISO 17367 - termék (RFID) címkézése
ISO 10374.2 - RFID teherszállítási konténer azonosítása

### Az EPC-rendszer
Az EPC rendszert az AutoID Center, az EAN és az amerikai UCC (2003-ban a két szervezet egyesült GS1 néven) hívta életre. Az EPC-rendszer egy olyan globális kommunikációs hálózat, amely az RFID-technológia hasznosításával a termékek áramlásához kötődő magasabb szintű adatszolgáltatást tesz lehetővé. A szervezet az ehhez szükséges adat-, eszköz- és kommunikációszabványosítását tűzte ki céljául.
A szervezet által, felhasználók és eszközfejlesztők bevonásával együttesen fejlesztett termékkövetési és adatkezelési rendszer (EPC - Elektronikus Termékkód-rendszer), amely az eszközök jellemzőin túlmenően szabványba foglalja a szükséges szoftverek, adatbankok felépítését is, mára elnyerte kereskedelmi tesztelésre is alkalmas formáját és kísérleti jelleggel sok helyen is bevezették.

### EPC Global és a GS1
Felhasználja az RFID-eszközök vonalkód-rendszerekkel szembeni előnyeit.
Kiaknázza a GS1 (EAN.UCC) rendszer tapasztalatait és az ezt működtető globális adminisztrációs rendszert.

## Fordítás
Ez a szócikk részben vagy egészben  a   Radio-frequency identification című angol Wikipédia-szócikk fordításán alapul.  Az eredeti cikk szerkesztőit annak laptörténete sorolja fel. Ez a jelzés csupán a megfogalmazás eredetét és a szerzői jogokat jelzi, nem szolgál a cikkben szereplő információk forrásmegjelöléseként.